# Суховский гусь
Суховская порода гусей — словацкая гусиная порода с серо-глинистым оперением.

## История
Порода выведена в Словакии в окрестностях селения и муниципалитета Суха над Парноу, в районе Трнава, откуда и получила своё название.

## Экстерьер
Цвет оперения: серо-глинистый.
Экстерьер: голова большая, широкая; клюв короткий, толстый, оранжевого цвета; туловище массивное, длинное и широкое; ноги короткие, крепкие, оранжевые.

## Продуктивность
Живая масса: гусаков — 6,5—7,5 кг, гусынь — 5,5—6,5 кг.
Яйценоскость: 14—16 яиц в год массой 140 г.